# Matilda Smith
Alice Matilda Smith (Bombay, 30 de julio de 1854- Kew, 5 de enero de 1927) fue una botánica, e ilustradora inglesa, cuya obra apareció en Curtis's Botanical Magazine por más de cuarenta años.
La revista de larga data requería un ilustrador dedicado, y cuando Joseph D. Hooker buscó un sustituto, ubicando a su prima segunda Matilda Smith que fue inducida a cambiar de ilustradora botánica de Kew Gardens. Ella aprendió el oficio que su inmediato predecesor había descripto como "el análisis de una flor seca, de un ejemplar de herbario, tal vez muy pequeña, carcomida y pegajosa, y que no tiene analogía evidente con cualquier otra planta conocida.’

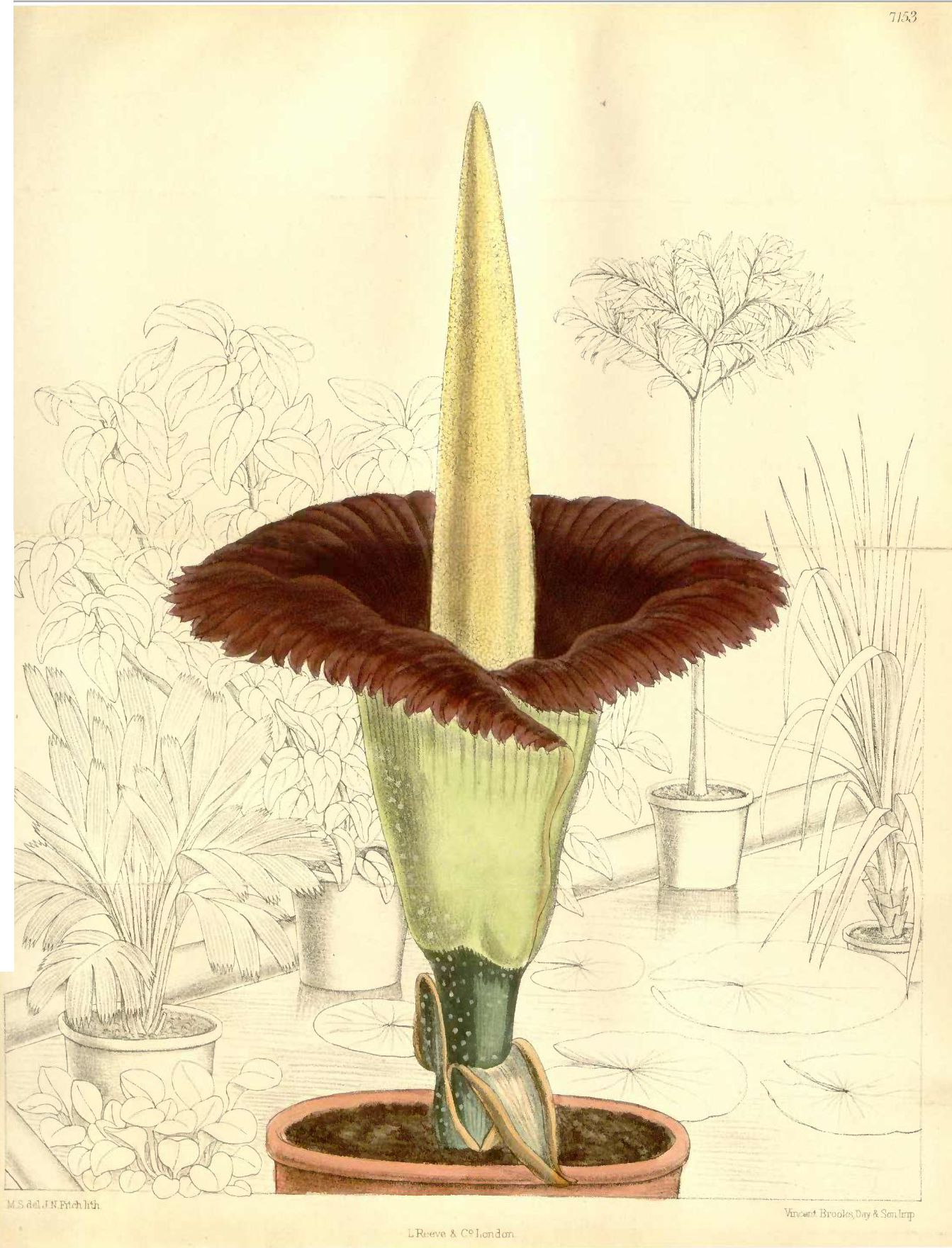
Plancha de M.Sm., de Amorphophallus titanum en Curtis's, 1891

Smith iba a convertirse en la primera artista oficial botánica de la autoridad principal del Royal Botanic Gardens, Kew. Entre 1878 a 1923, Smith dibujó más de 2.300 placas en la revista Curtis y además de otras publicaciones. También hizo la reproducción de la biblioteca de la institución, sumando los trabajos incompletos.

## Algunas publicaciones

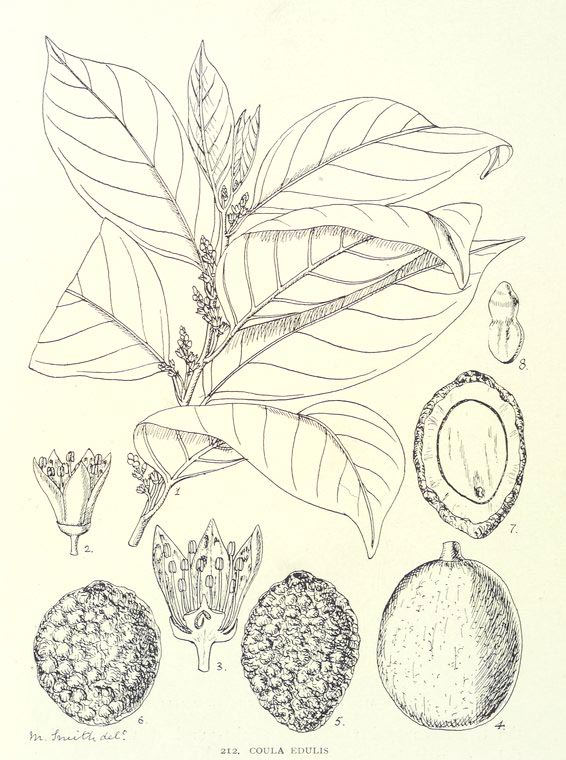
Coula edulis, plancha botánica de M.Sm. (1906)

### Libros
- thomas frederick Cheeseman, william botting Hemsley, matilda Smith. 1914. Illustrations of the New Zealand flora. Editor J. Mackay, Gov. pr. 1.163 pp.
- francis Blackwell Forbes, william Botting Hemsley, matilda Smith. 1905. Enumeration of all the plants known from China proper, Formosa, Hainan, the Corea, the Luchu archipelago, and the island of Hongkong: together with their distribution and synonymy. Volumen 36. Editor The Linnean Society, 465 pp. Edición	reimpresa de Koeltz Scientific, 1980, 521 pp. ISBN 3-87429-173-1

## Honores
- Asociada a la Sociedad Linneana de Londres, 1921, la segunda mujer que fue nombrado allí.

## Eponimia
Géneros
- (Gesneriaceae) Smithiantha Kuntze[1]
- (Urticaceae) Smithiella Dunn[2]